# Megachile iheringi
Megachile iheringi är en biart som beskrevs av Carlos Schrottky 1913. Megachile iheringi ingår i släktet tapetserarbin, och familjen buksamlarbin. Inga underarter finns listade i Catalogue of Life.